# آریان جمشیدی
آریان جمشیدی (Aryan Jamshidi) (زاده ۲۳ بهمن ۱۳۷۳ در کرج) داور بین‌المللی بسکتبال ایرانی است که از سال ۱۳۹۲ وارد عرصه داوری شد. او از سال ۲۰۲۱ به عنوان داور بین‌المللی فیبا معرفی شد و در سال ۲۰۲۳ به عنوان داور الیت فیبا شناخته شد. جمشیدی در مسابقات بین‌المللی متعددی از جمله رقابت‌های قهرمانی آسیا و لیگ‌های برتر کشورهای مختلف حضور داشته است.

## تحصیلات
آریان جمشیدی دارای مدرک کارشناسی فیزیک از دانشگاه خواجه نصیرالدین طوسی و کارشناسی ارشد مهندسی محیط زیست از دانشگاه تهران است.

## مسیر داوری
جمشیدی در سال ۱۳۹۲ به‌طور رسمی وارد عرصه داوری بسکتبال شد. از آن زمان، وی در مسابقات داخلی و بین‌المللی مختلف قضاوت کرده است.

### قضاوت‌های داخلی
- لیگ برتر ایران: جمشیدی از سال ۱۳۹۸ در لیگ برتر ایران به قضاوت پرداخته و تا کنون در سه فینال پیاپی لیگ برتر ایران نیز حضور داشته است.
- لیگ دسته یک حرفه‌ای و ملی: آریان جمشیدی در تمامی مراحل لیگ دسته یک حرفه‌ای ایران در سنوات گذشته نیز حضور داشته است.
- لیگ های پایه و استانی: جمشیدی در لیگ های پایه و استانی نیز به عنوان داور و ناظر داوری ایفای نقش می‌کند.

### قضاوت‌های بین‌المللی
- قهرمانی زیر ۱۶ سال آسیا – قطر ۲۰۲۲: جمشیدی برای اولین بار در این رقابت‌ها به عنوان داور حضور داشت و در بازی‌های مهمی قضاوت کرد.
- قهرمانی زیر ۱۸ سال آسیا – اردن ۲۰۲۴: جمشیدی در این رقابت‌ها داور اول در چندین بازی مهم از جمله بازی‌های نیمه‌نهایی و فینال بوده است.
- انتخابی کاپ آسیا ۲۰۲۵: جمشیدی در مسابقات انتخابی کاپ آسیا ۲۰۲۵ به عنوان داور حضور داشته است و مسابقات زیر را قضاوت کرده است.  عربستان سعودی - فلسطین (پنجره سوم)، بحرین - لبنان (پنجره سوم)، امارات - بحرین (پنجره دوم)، بحرین - سوریه (پنجره دوم)
- نیمه نهایی جام حذفی قطر (امیرکاپ) ۲۰۲۵
- لیگ بسکتبال امارات ۲۰۲5: جمشیدی در مرحله حذفی این لیگ به عنوان داور بین‌المللی حضور داشت.

### کمپ مشترک FIBA و NBA در سال 2024 - مجارستان:
در سال ۲۰۲۴، جمشیدی به عنوان تنها داور ایرانی و جوان‌ترین شرکت‌کننده به کمپ مشترک فیبا و NBA در مجارستان دعوت شد. در این کمپ که با حضور اساتید و داوران برجسته‌ای مانند Carl Jungebrand، Mike Thomson، Albert Joseph، Roberto Chiari و Joe Crawford برگزار شد، جمشیدی تجربیات ارزشمندی کسب کرد.

## افتخارات
- انتخاب به عنوان داور الیت فیبا – ۲۰۲۳
- دعوت به کمپ مشترک فیبا و NBA در مجارستان – ۲۰۲۴
- قضاوت در فینال رقابت‌های قهرمانی زیر ۱۸ سال آسیا – ۲۰۲۴
- قضاوت در نیمه‌نهایی و فینال لیگ برتر بسکتبال ایران – فصل 1403-04

## حضور در رسانه‌ها
فعالیت‌های بین‌المللی آریان جمشیدی در رسانه‌های داخلی و بین‌المللی بازتاب گسترده‌ای داشته است. برخی از مهم‌ترین پوشش‌های رسانه‌ای عبارتند از:
- قضاوت در نیمه‌نهایی لیگ برتر ایران – [ایرنا](https://www.irna.ir/news/85814668)
- قضاوت در رقابت‌های زیر ۱۶ سال آسیا – [پارس فوتبال](https://parsfootball.com/na/news/72517/)
- قضاوت در جام حذفی قطر (امیرکاپ) – [سایت فدراسیون بسکتبال](http://www.iribf.ir/News/d?id=2103&ts=14040222081456128)
- قضاوت در کاپ آسیا زیر ۱۸ سال – [خبرگزاری برنا](https://borna.news/fa/news/2135626)
- حضور در لیگ بسکتبال امارات – [خبرگزاری مهر](https://www.mehrnews.com/news/6437113) و [صدا و سیما](https://www.iribnews.ir/fa/news/4500009)
- حضور در انتخابی کاپ آسیا ۲۰۲۵ – [میزان](https://www.mizanonline.ir/fa/news/4813859) و [تسنیم](https://www.tasnimnews.com/fa/news/1403/10/19/3234673)